# Arthur Béliveau
Arthur Béliveau (* 2. März 1870 in Mont Carmel de Champlain (bei Trois-Rivières), Québec; † 14. September 1955) war ein kanadischer Geistlicher und römisch-katholischer Erzbischof von Saint-Boniface.

## Leben
Arthur Béliveau empfing am 24. September 1893 die Priesterweihe.
Papst Pius X. ernannte ihn am 24. Mai 1913 zum Titularbischof von Domitiopolis und zum Weihbischof in Saint-Boniface. Die Bischofsweihe spendete ihm der Erzbischof von Saint-Boniface, Louis-Philippe Adélard Langevin OMI, am 25. Juli desselben Jahres; Mitkonsekratoren waren der Bischof von Prince-Albert, Albert Pascal OMI, und der Bischof von Regina, Olivier Elzéar Mathieu.
Am 9. November 1915 ernannte ihn Papst Benedikt XV. zum Erzbischof von Saint-Boniface. Dieses Amt füllte er bis zu seinem Tod aus.